# Myoxanthus xiphion
Myoxanthus xiphion är en orkidéart som beskrevs av Carlyle August Luer. Myoxanthus xiphion ingår i släktet Myoxanthus och familjen orkidéer. Inga underarter finns listade i Catalogue of Life.